# Gneu Domici Ahenobarb (mort 81 aC)
Gneu Domici Ahenobarb (en llatí Lucius Domitius Cn. F. Cn. F. Ahenobarbus) va ser un magistrat romà. Formava part dels Ahenobarb, una branca plebea de la gens Domícia.
Era segurament fill del cònsol romà Gneu Domici Ahenobarb. Es va casar amb Cornèlia Cinnila, filla de Luci Corneli Cinna, el cònsol del 86 aC. En la guerra entre Mari i Sul·la va ser partidari del primer i quan Sul·la va aconseguir tot el poder l'any 82 aC el va exiliar i va haver de marxar a Àfrica on es va reunir amb altres proscrits. Allí va rebre l'ajut del rei de Numídia, Hiarbes, i va reunir un petit exèrcit amb el que va atacar Útica, però va ser derrotat per Gneu Pompeu al que Sul·la havia enviat contra ell. Va morir en les lluites que van seguir per sufocar la revolta, vora el seu campament, l'any 81 aC. Alguns testimonis diuen que va ser assassinat després de la batalla per ordre de Pompeu.